# Marco Federici
Marco Federici, Conte di Lavagna e Vice Conte di Sestri (La Spezia, 4 gennaio 1746 – Arcola, 11 gennaio 1824), è stato un rivoluzionario e politico italiano.
Esponente dell'aristocratica ligure famiglia Federici, fu uno dei più accesi esponenti del giacobinismo ligure e uomo di fiducia della Francia rivoluzionaria nella Repubblica di Genova. 

Alla caduta dell'antica Repubblica genovese sotto l'influenza napoleonica intraprese la carriera politica per poi ritirarsi a vita privata negli ultimi anni di vita.

## Biografia

### Gioventù e formazione
Marco Antonio Federici, figlio di Stefano e Maria Cipollini, si dimostrò sin da molto giovane portato per gli studi, compiuti inizialmente alla Spezia dove imparò le lingue classiche. 

Il padre avrebbe voluto che si recasse all'Università di Genova, gestita dai Gesuiti, ma il giovane Marco preferì quella di Pisa, dove il granduca Pietro Leopoldo di Lorena lasciava una maggiore libertà all'insegnamento nel tentativo di ridare importanza allo storico Studio. 

Le opere degli Enciclopedisti, di D'Alembert, Diderot, Voltaire e Rousseau, che nella città toscana circolavano anche clandestinamente, lasciarono un solco profondo nell'animo del giovane. 
Laureatosi in giurisprudenza fece ritorno alla Spezia vivendo di rendita per alcuni anni e dedicandosi alle letture nella già fornita biblioteca paterna e arricchendola di diverse opere che faceva appositamente arrivare dalla Francia.
Nel 1779 sposava Maria Fedele Bottini Ponzò di Fivizzano appartenente ad una facoltosa famiglia della Lunigiana.

### Il pensiero politico

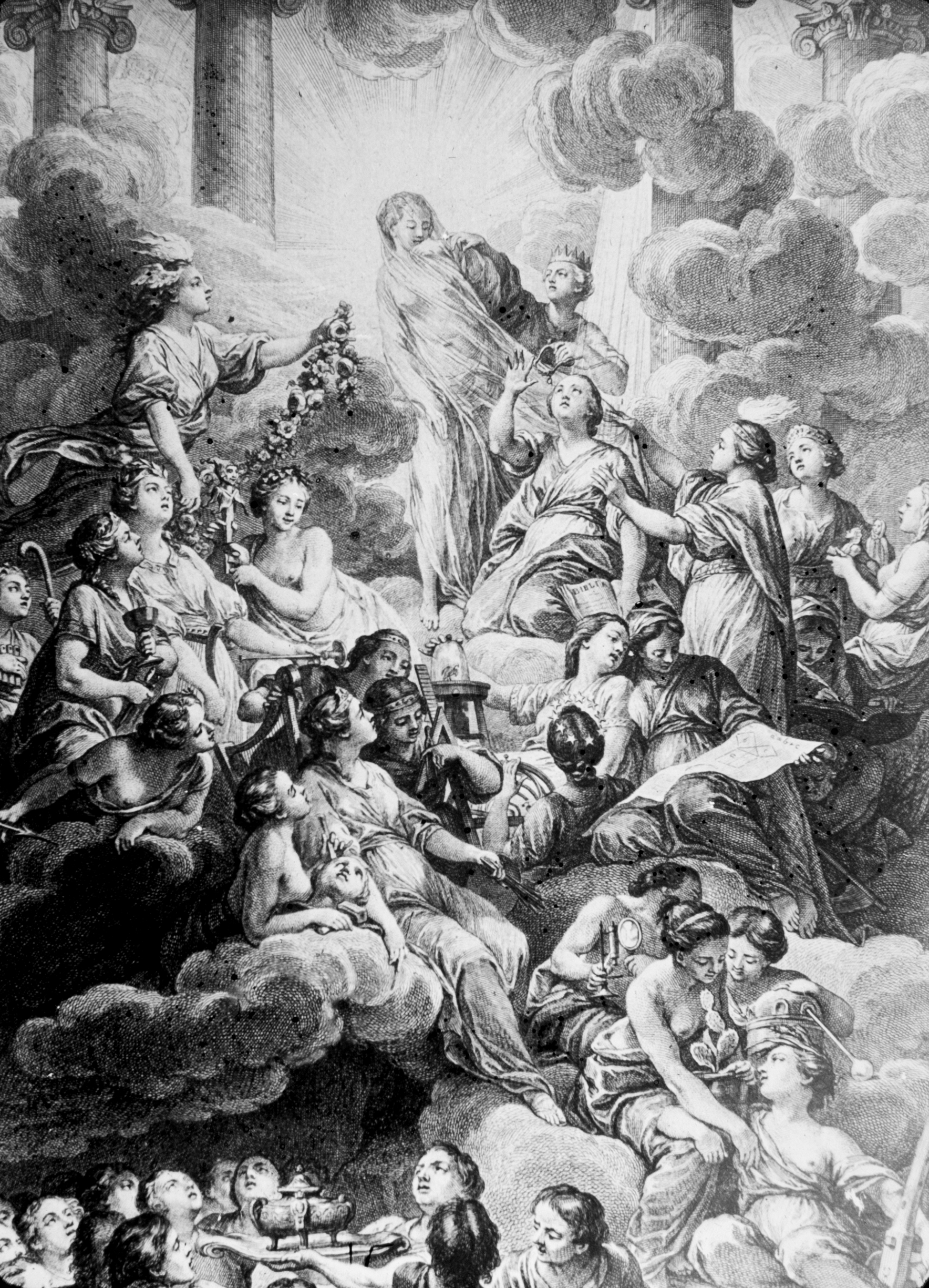
Particolare del frontespizio dell'Encyclopédie: al centro la Verità raggiante di luce; a destra la Ragione e la Filosofia le strappano il velo (dipinto di Charles Nicolas Cochin inciso da Bonaventure-Louis Prévost nel 1772)

Dalla fine degli anni settanta, e per diversi anni, Federici si trovò a frequentare Genova con assiduità per una questione di eredità paterna che gli veniva contesa dai fratelli e dallo zio, i quali ebbero buon gioco nel vincere la causa facendo leva sulla sua fama di liberale. 

Il contatto con la magistratura genovese e con il sistema di potere nella Repubblica lo spinsero a parteggiare sempre più per le idee rivoluzionarie che agitavano la vicina Francia.
A differenza della maggior parte dei cospiratori e democratici genovesi, non abbracciò le idee democratiche per interessi personali, ma per la sua sincera avversione nei confronti del sistema oligarchico e del clero. Oligarchia che governava la Repubblica con leggi ormai antiquate che assicuravano tutto il potere nelle mani dei Serenissimi Collegi, un organo composto da venti senatori e un capo, il Doge, con carica biennale e da tutti gli ex Dogi con carica a vita. 

Federici vedeva in questa gestione oligarchica, che si traduceva in concessioni di privilegi, soprattutto fiscali, ai più potenti, la prima causa della debolezza dello Stato. Ma non reclamava, a differenza di molti "nobili poveri", il proprio diritto a partecipare ai suddetti privilegi, quanto piuttosto la necessità di una riforma del sistema esattoriale che stabilisse una contribuzione alle spese dello Stato proporzionale ai beni posseduti.
Ora non dico già che noi siamo troppo gravati dai tributi che alla pubblica cassa rifondiamo, si che lo Stato ha bisogno di un fondo, e che a formarlo vi devono concorrere tutti i Cittadini dello Stato, anzi io sono del parere di quelli che vogliono che nella totalità, o almeno nella sua massima parte, questo si levi dai possidenti, che sono i veri figli dello Stato, che sono quelli a cui più di ogni altro ne deve essere a cuore la conservazione, e la felicità, ma non mi piace nell'esigerlo, né l'inesorabile crudeltà dei nostri Esattori. né l'estrema tirannica Avarizia dei nostri Finanzieri, né finalmente in tutto mi piace la sua distribuzione.
Vi potrebbe forse anche essere una strada con cui rendere più ricca la cosa pubblica, e meno aggravati i popoli.»
(Lettera a Luigi d'Isengard del 6 novembre 1791)
Era una posizione ovviamente scandalosa che lo aveva fatto entrare nelle mire del conservatore Giacomo Giustiniani, Governatore della Spezia, e del clero cittadino, nonché degli Inquisitori di Stato. 

Inoltre si fece sempre portavoce della tradizionale richiesta di essere elevata al rango di porto franco da parte della città della Spezia. Questo atteggiamento poteva portare a vedere in lui un fautore di istanze separatiste dallo Stato Genovese, ma al contrario Marco Federici, quando si espresse a favore dell'indipendenza del Golfo della Spezia, lo fece sempre nell'ottica di spezzare le catene che il dominio genovese poneva allo sviluppo commerciale della città e anzi insistette spesso sulla necessità di fare la rivoluzione con le proprie mani e di affidarsi il meno possibile alle armi francesi per non contrarre alcun obbligo con una potenza estera. Nonostante fosse fedelissimo alla causa francese, sempre si riferì alla Francia come ad un "paese straniero" dal quale trarre le idee e le forze per portare un rinnovamente generale anche in Italia secondo i dettami democratici.
Di particolare intensità era la sua avversione per il clero per il quale spese parole di fuoco in accordo con la sua formazione illuminista. Egli vedeva in esso il contraltare del potere corrotto e oppressivo dell'Aristocrazia, a cui forniva giustificazione morale essendone complice e, cosa ancor più grave ai suoi occhi, teneva lontano il popolo da quelle istanze di emancipazione che provenivano dalla Francia e che egli faceva sue con tanta speranza.
(Lettera a Luigi d'Isengard del 6 novembre 1791)

### I giacobini della Spezia

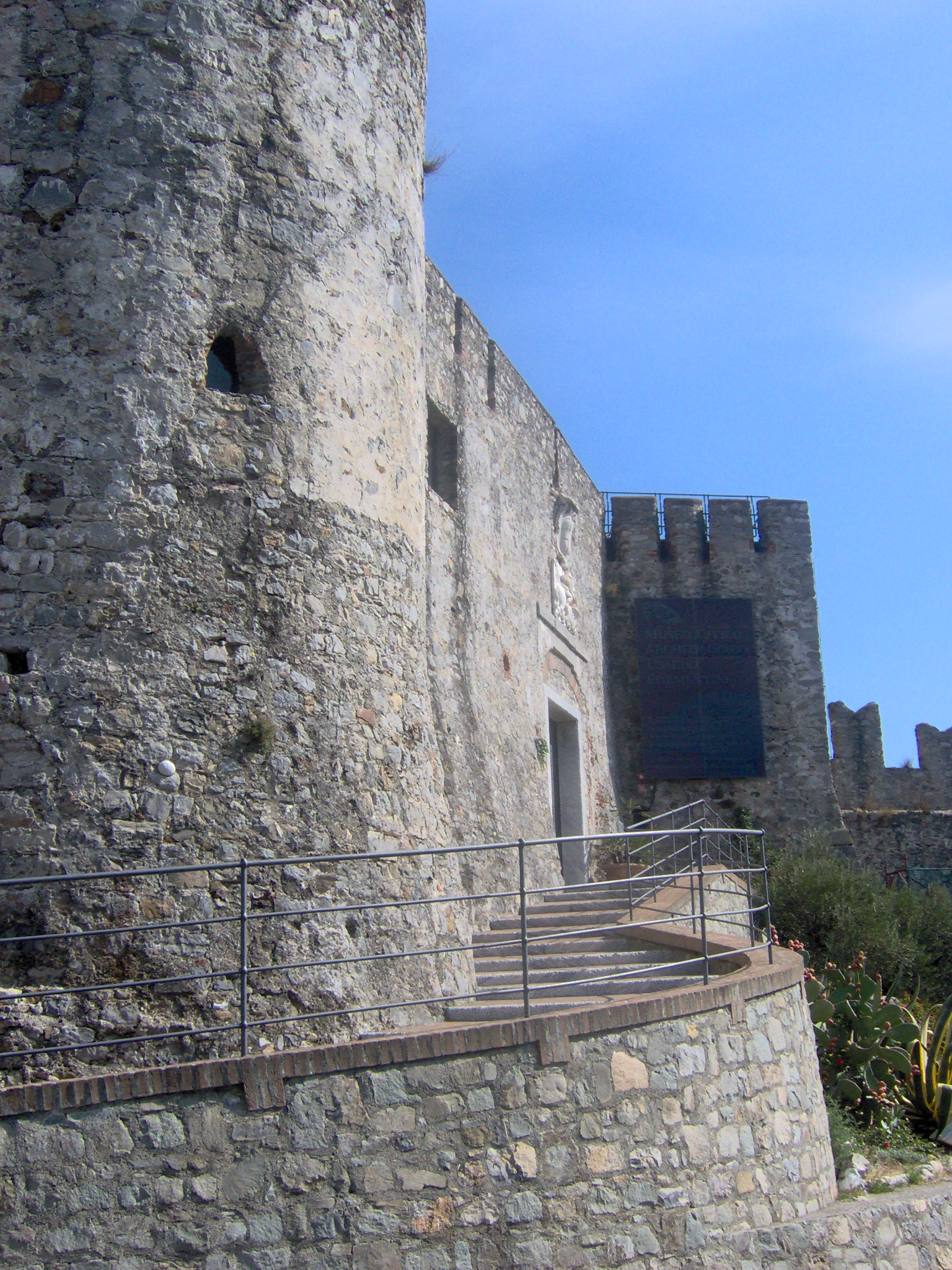
Il Castello di San Giorgio della Spezia era sede dell'armeria cittadina di cui era custode il giacobino Luigi d'Isengard sr

Nel corso del 1793 Federici aveva già stretto rapporti con elementi rivoluzionari d'Oltralpe e con emissari del Governo di Francia in Italia, come dimostra la visita resagli da La Flotte in febbraio durante il suo viaggio di ritorno in Francia per riferire sull'omicidio di Ugo di Basseville. 
Egli era il punto di riferimento del club giacobino della Spezia, che annoverava tra i suoi animatori altre personalità destinate a ricoprire ruoli di rilievo negli anni a venire, fra i quali Luigi d'Isengard sr, il prete Angelo Montebruni e Sebastiano Biagini. Nella capitale, Marco si teneva in contatto con il farmacista Felice Morando, a capo del movimento democratico borghese, con Ivone Gravier, editore di libri di propaganda democratica, e con il gruppo dei "patrizi novatori" capitanati da Gian Carlo Serra.
Ma se gli antioligarchici genovesi avevano mire politiche piuttosto limitate, il club spezzino manifestava invece propositi estremistici: il Federici, che con l'amico Isengard si spingeva a predicare la divisione dei beni, secondo la testimonianza di Girolamo Serra "aveva posto il nome di Robespierre al proprio figliuolo" .
In giugno si insediò a Genova Jacques Tilly in qualità di Ambasciatore di Francia, che nominò nei primi mesi del 1794 Marco Federici "Commissario della Repubblica Francese" alla Spezia. L'incarico consisteva nella stesura di frequenti rapporti sui movimenti navali all'interno del Golfo e diversi viaggi nel Ducato di Massa e nel Granducato di Toscana per supportare i cospiratori locali e per riferire sullo stato d'animo delle popolazioni e sulle misure prese da quei Governi contro i sospetti giacobini. 

Fu proprio questa carica ufficiale a salvarlo dall'arresto quando a Genova venne alla luce la "cospirazione antioligarchica" promossa dai "nobili poveri". In aprile il moto nella capitale era già soffocato mentre alla Spezia si preparava una sollevazione per l'estate. In particolare Federici già a maggio spronava il suo referente francese ad ordinare l'invasione in armi del Golfo, prima che il nuovo Commissario Straordinario alla Spezia Girolamo Serra portasse a termine i previsti lavori di potenziamento delle difese navali.
Ormai la Repubblica morente cercava di agire d'anticipo sui cospiratori: il 18 luglio 1794 gli Inquisitori di Stato praticavano diverse perquisizioni e l'arresto dei giacobini spezzini. Nell'occasione sia l'abitazione cittadina di Federici che la sua villa di Arcola vennero perquisite e il suo brevetto di Commissario rilasciato dal Governo di Francia venne sequestrato. 

Dopo aver messo al corrente degli avvenimenti il Tilly e rassicurato dalla sua promessa di protezione, Federici preferì riparare a Massa da dove si imbarcò per Nizza allora occupata dalle forze francesi.

### Il Vice Console Federici
La fuga si rivelò provvidenziale poiché nel settembre del 1794 il governo genovese ordinò l'arresto dei principali cospiratori spezzini. Il 3 ottobre la moglie lo rassicurava che tutti i suoi compagni erano riusciti a sfuggire alla cattura e che avevano riparato fuori dello Stato. 

Dagli interrogatori che seguirono, Federici risultò avere tentato di spingere il popolo ad armarsi, a saccheggiare le case dei ricchi e che aveva accusato il Governo genovese d'affamare il popolo rivierasco per egoismo municipalistico. I giacobini spezzini avevano tentato dunque di fare leva presso il popolo con gli argomenti dell'oppressività di "Genova matrigna" e con una retorica filofrancese.
A Nizza Marco venne a conoscenza dell'arresto e della messa a morte di Robespierre e conobbe il pisano Filippo Buonarroti, Commissario rivoluzionario della città di Oneglia. Nelle settimane seguenti si unì all'Armata francese nella sua discesa in Italia, visitando il Monferrato e buona parte della Riviera di Ponente fino a partecipare alla vittoriosa battaglia di Cairo Montenotte del settembre 1794 contro gli austriaci.

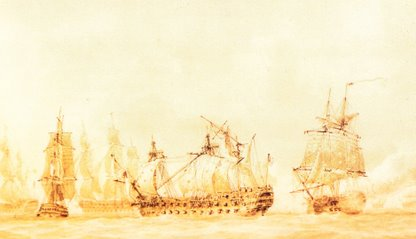
La cattura della Ça Ira nella Battaglia di Capo Noli

A novembre fu nominato Vice Console della Repubblica Francese alla Spezia dal Comitato di Salute Pubblica e, ormai sicuro di non poter più essere arrestato grazie all'immunità diplomatica, raggiunse Genova il 30 per ritornare alla Spezia il 1º dicembre. Nonostante Jacques Tilly fosse stato sostituito dal più moderato Doroteo Villars nel ruolo di Console, la nomina di Federici era sembrata più che opportuna. Si scommetteva sulla sua totale fedeltà alla causa francese e ci si serviva della sua influenza all'interno di un Golfo che era diventato sempre più strategico viste le continue battaglie di cui il Mar Ligure era teatro e l'infida neutralità genovese.
Tale fiducia si rivelò ben riposta già nel marzo del 1795 quando, a seguito della Battaglia di Capo Noli, il 18 la flotta inglese-napoletana comandata dall'Ammiraglio William Hotham rimorchiò due navi francesi, la Ça Ira  e la Censeur, nel porto della Spezia insieme a seicento marinai francesi feriti. Gli inglesi chiesero al Governatore della Spezia Giacomo Giustiniani di poter sbarcare almeno i trecento feriti e di sistemarli ed egli predispose degli oratori, che Federici definì più "adatti per cattive cantine che ad ogni altro uso". Il Vice Console consegnò quindi un memoriale alle autorità cittadine per spingerle ad accettare lo sbarco di tutti i marinai, impegnandosi a sistemare a proprie spese quelli che non avessero trovato posto in questi ospizi di fortuna.
Tutti i seicento marinai furono quindi sbarcati e circa la metà trovò accoglienza in Palazzo Federici, non senza che Marco facesse notare il poco "spirito cristiano" dimostrato nell'occasione dalle autorità religiose della città. Questo atto di generosità finì in tragedia quando, per il grande ammassamento di feriti, si produsse un'epidemia che si portò via la moglie Fidelina, uno dei suoi sette figli e due collaboratori.

Già nel novembre Marco convolava comunque a seconde nozze con Dorotea d'Isengard, sorella di Luigi, più che altro per la necessità di avere una persona che accudisse i sei figli rimasti.
Durante i restanti mesi del 1795 e per una buona metà del 1796 il Vice Console Federici fu impegnato nel risolvere le continue controversie che nascevano a causa della guerra di corsa che imperversava sulla Riviera di Levante. 

Alla Spezia confluivano in continuazione le prede dei corsari francesi, uomini senza scrupoli per cui provava una profonda ripulsione che non mancò di fare presente ai suoi corrispondenti. In febbraio dovette intercedere personalmente per salvare la vita ad un gruppo di profughi provenienti da Marsiglia e diretti a Livorno, abbordati all'entrata del Golfo e minacciati di morte, e subire le lamentele del Vice Console di Toscana.

Alla già delicata situazione si aggiungevano le difficoltà che gli venivano create dalle autorità politiche e religiose spezzine nel mantenere le proprie attività private. Essere un collaboratore di Federici era diventato pericoloso: un suo servitore venne quasi linciato per strada perché portava al petto la coccarda tricolore e non si trovavano contadini disposti a lavorare nelle sue terre per la minaccia di scomunica che pendeva sulla testa di chiunque si fosse messo al servizio del conte giacobino.

#### La parentesi livornese
Dal 1793 la situazione nel vicino Granducato di Toscana era quantomai caotica. In quell'anno l'Inghilterra aveva obbligato Ferdinando III di Lorena a dichiarare guerra alla Francia. Nel 1795 era stato firmato un trattato di pace con Parigi, ma la neutralità non poteva durare. Nel marzo del 1796 il Direttorio aveva messo a capo dell'Armata d'Italia Napoleone Bonaparte, l'ambizioso ufficiale che si era distinto nella repressione del tentativo insurrezionale filomonarchico dell'anno precedente.

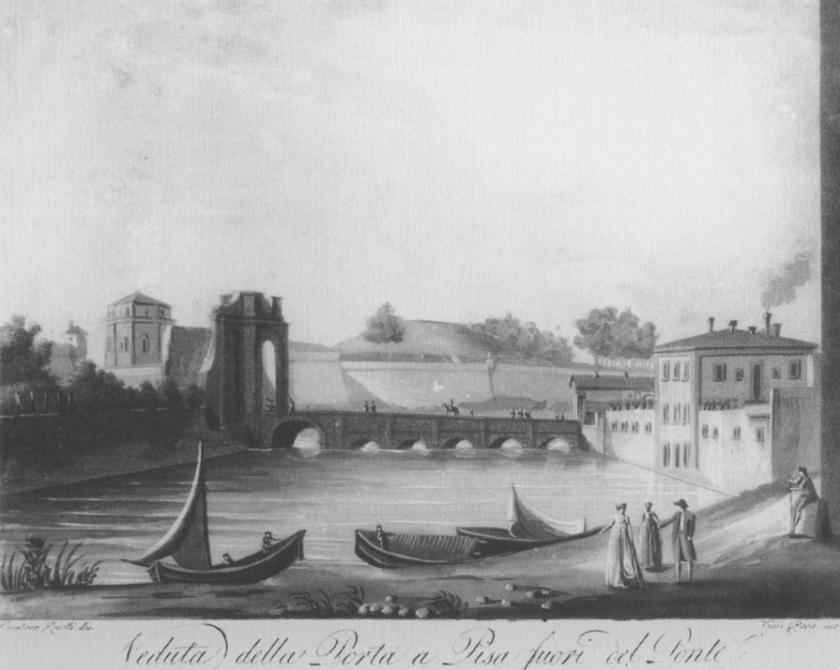
Veduta di Livorno tra XVIII e XIX secolo

Il 27 giugno di quell'anno le truppe francesi invadevano Livorno e Marco Federici veniva inviato nella città toscana ai primi di luglio come Commissario della Repubblica. 
Presso i compagni giacobini si diffuse la voce che egli era diventato Governatore di quella città, ma in verità gli era stato assegnato il delicato compito di gestire i magazzini e le merci predate agli inglesi. 

Il cognato Giovanni d'Isengard, che nel frattempo lo sostituiva come Vice Console, gli suggeriva di approfittare della sua posizione per fare buoni affari, per rimediare alla poca attenzione che aveva avuto per le sue terre negli ultimi anni e alle ristrettezze in cui cominciava a vivere la sua famiglia di conseguenza. Marco addirittura spesso ometteva per patriottismo di farsi pagare i diritti consolari, tanto che il suo superiore Pierre Lachèze doveva esortarlo a riscuotere quanto gli era dovuto.
Nei sei mesi trascorsi a Livorno, oltre ad un buon compenso, Federici guadagnò anche la stima di Belleville, che diventerà successivamente chargé d'affaires a Genova, e di Cristoforo Saliceti, vero braccio destro di Bonaparte in Italia, che ebbe modo di tesserne le lodi per la condotta e lo zelo. 
Alla fine della sua esperienza toscana Federici era diventato una figura di "prestigio presso i patrioti della Liguria, della Lunigiana, di Massa e di Lucca, che a lui si rivolgevano per ottenere consiglio ed appoggio".

#### La caduta della Repubblica di Genova
Nel dicembre 1796 Federici tornò a riprendere il proprio incarico alla Spezia. Le continue vittorie di Napoleone facevano lievitare le sue aspettative, sono frequenti in questo periodo le missive a Saliceti per suggerire un colpo di mano anche nel Golfo della Spezia. Il 1797 iniziava con la nascita della Repubblica Cispadana e per un patriota come Marco sembrava giungere il momento della rinascita della Nazione.
(Lettera a Belleville del 5 febbraio 1797)
A seguito dello scoppio della cosiddetta Rivoluzione di Genova (22 maggio), con a capo il borghese Felice Morando, anche alla Spezia seguirono momenti di confusione con i contadini che si rifiutavano di pagare il dazio sul grano. Il moto rivoluzionario fu annientato dalla risposta del popolo genovese che insorse a sua volta in difesa dell'oligarchia, ma la Repubblica di Genova stava ormai esalando i suoi ultimi respiri. 

L'uccisione di diversi cittadini francesi diede il pretesto a Napoleone per intervenire direttamente attraverso il fedele Ambasciatore Faipoult con un ultimatum che non poteva essere rifiutato. La Convenzione di Mombello, scritta da Bonaparte il 5 giugno e approvata a Genova il 9, poneva fine ai trecento anni di indipendenza di Genova e del suo stato.

#### La nascita della Repubblica Ligure
Il 14 giugno nasceva così ufficialmente la Repubblica Ligure con un Governo Provvisorio, composto da 23 elementi, di cui Marco Antonio Federici divenne Vice Presidente lasciando la sua carica di Vice Console. Questo nuovo organo era formato inoltre da 11 nobili e da 11 borghesi, tutti appartenenti alla fazione moderata del movimento rivoluzionario. Presidente era   Giacomo Brignole, l'ultimo Doge, a indicare la sostanziale continuità della nuova Repubblica con la vecchia. 
Federici era sicuramente il più estremista tra i "provvisori" e infatti la sua nomina venne fortemente contrastata e ci volle la ferma presa di posizione di Faipoult per farla accettare. A Genova si temeva che lo spezzino mirasse a staccare la propria città e forse tutta la Riviera di Levante dal resto della Liguria per annetterla alla nascente (29 giugno) Repubblica Cisalpina. Come già detto questa convinzione era sbagliata: i giacobini spezzini credevano semmai alla fusione di tutte le nuove repubbliche in un'unica "Italia rigenerata", in un'ottica patriottica già nazionale.
Nel pomeriggio del 14 giugno i genovesi, che pure solo qualche giorno prima avevano preso le armi per difendere la vecchia oligarchia, scesero in piazza per una grande festa spontanea che degenerò in violenza distruttrice rivolta verso tutto ciò potesse ricordare l'antico regime. Una dei primi simboli ad essere cancellato dalla folla fu il Libro D'Oro, il registro della nobiltà cittadina, gettato nel fuoco in piazza dell'Acquaverde. Ad assistere alla scena intonando inni rivoluzionari e discorsi patriottici erano solo due rappresentanti del Governo Provvisorio: l'avvocato sarzanese Giuseppe Bertuccioni e Marco Federici.

### La missione nel Levante
Il primo incarico del Vice Presidente Federici fu di insediare i "missionari nazionali" (25 luglio), vale a dire quei preti che avrebbero dovuto andare a predicare nelle campagne "la felice coincidenza tra democrazia e cattolicesimo".
Il primo focolaio di aperta ribellione alla nuova forma di governo si accese proprio nell'estremo levante, in quella Sarzana di forte stampo aristocratico e di tradizione clericale in cui era vescovo il tenace Monsignor Vincenzo Maggioli. L'arrivo dei missionari in quella città era previsto per il 28 agosto e, già nei giorni precedenti, emissari della reazione percorrevano le campagne della Val di Magra invitando i contadini a prendere le armi contro i propagandisti dell'eresia democratica. Monsignor Maggioli rifiutò inoltre di trovare alloggio ai sacerdoti della democrazia adducendo la scusa che essi "predicavano il luteranesimo e non volevano dipendere da lui nel fare le missioni nella diocesi". 
Il 29 agosto, giorno previsto per la prima predica patriottica, mentre una grande folla affollava la Cattedrale di Santa Maria Assunta, una banda di armati entrò in città e mise in fuga i sacerdoti che lasciarono Sarzana il giorno stesso.

#### La controrivoluzione di Sarzana

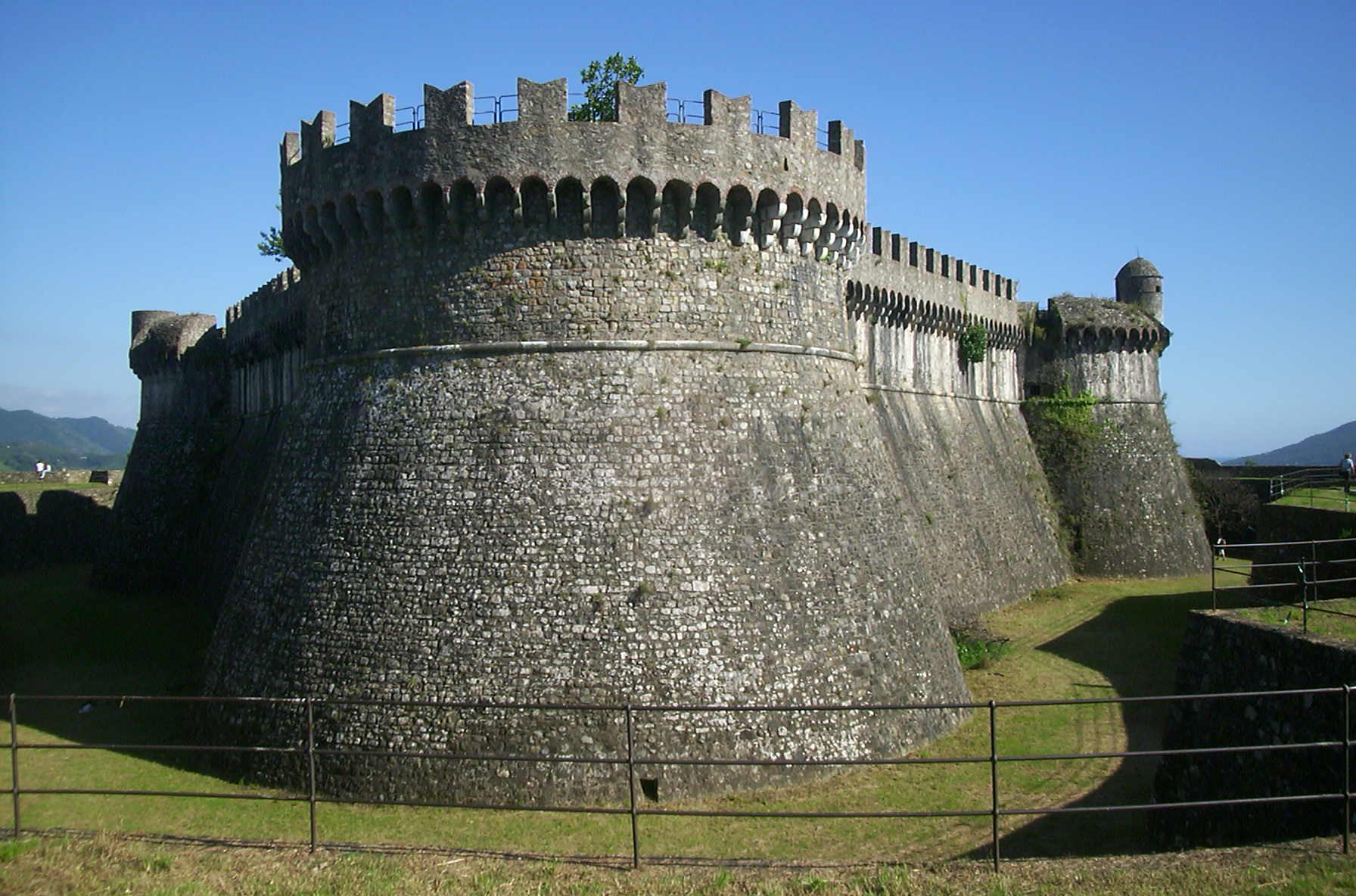
La Fortezza di Sarzanello che domina la città di Sarzana

Il 24 agosto Marco Federici era intanto diventato "Commissario per la Riviera di Levante", inviato a mantenere l'ordine mentre a Genova ci si preparava a stilare la Costituzione. 
Quando si insediò alla Spezia, la Controrivoluzione stava già divampando nella Val di Magra e si preparava nel Tigullio. Per prima cosa Federici costituì una Guardia Nazionale, ordinò la convocazione di tutti i sacerdoti del Distretto, proprio mentre i missionari fuggivano da Sarzana (29 agosto), e mandò due suoi luogotenenti con qualche soldato a Chiavari.
Pochi giorni dopo entrò a Sarzana scortato da un drappello di soldati, pose in stato di difesa la Fortezza di Sarzanello e avviò un'inchiesta sui fatti del 29 ordinando parecchi arresti e interrogatori. La responsabilità diretta del vescovo apparve subito chiara, ma il Vicario si difendeva "[...] chiamando Dio a Testimonio della sua innocenza [...]". Mentre negava ogni responsabilità, Monsignor Maggioli tentò di far stampare a Massa o a Lucca il testo di un'omelia contro la Rivoluzione e la Costituzione.
Per tutta risposta Federici ne ordinò l'arresto, il sequestro dei beni e fece abbattere i due pulpiti del Duomo dai quali soleva tenere le prediche. L'ecclesiastico dovette rifugiarsi a Carrara, fu processato in contumacia e condannato a morte per fucilazione. La sentenza non venne mai messa in atto, ma Maggioli non poté più tornare a Sarzana finché nel 1804 non ebbe rinunciato alla Diocesi e fu mandato a Savona.

#### Il Levante pacificato
La sommossa sarzanese era stata soffocata sul nascere, tanto che nei giorni più duri della rivolta del Levante (4 - 5 settembre) nella città non si registrarono che sporadici episodi di rivolta. Ora l'attenzione del Commissario si spostava sulla riviera e sull'entroterra. 

Uno dei capi reazionari da affrontare era Andrea Doria, detto Rodomonte, che si era stabilito con un manipolo di banditi a Ceparana, presso l'ex Governatore della Spezia Giacomo Giustiniani, minacciando di marciare sul capoluogo del Levante. Con una lettera del 5 settembre Federici gli intimò di non muoversi e di ritornare a Genova, all'interno delle cui mura avrebbe dovuto risiedere per legge in quanto ex nobile. 

Il 7 settembre gli insorti con a capo Rodomonte tentarono una marcia sulla Spezia, ma vennero dispersi dal Commissario alla testa di quattrocento uomini.
Più tardi toccò a Riomaggiore e a Biassa, dove il popolo aveva abbattuto gli "alberi della libertà", e a Borghetto di Vara dove fu arrestato il capo della rivolta Francesco Ivani detto il Papino.
Nei giorni seguenti l'ordine veniva ristabilito a Beverino, Riccò del Golfo, Sesta Godano e infine a Levanto.

### La grande delusione
Il Trattato di Campoformio del 17 ottobre 1797 tra Bonaparte e gli Asburgo fu un duro colpo per tutti i giacobini d'Italia e soprattutto per chi, come Federici, credeva di vedere nella politica e negli ideali francesi una forza liberatrice per l'Italia. 
Il moto sanfedista, che Federici aveva appena affrontato e sconfitto nella sua terra natale, aveva anzi rafforzato in lui le idee radicali ed unitarie, quando da Parigi l'amico Mario Mariani lo avvertì dell'intenzione del generale Bonaparte di annettere la Repubblica Ligure alla Cisalpina.
La delusione di tutte le speranze di un rinnovamento virtuoso della penisola fu acuito dalle elezioni per il Corpo Legislativo in Liguria che videro una netta sconfitta per il movimento giacobino. Lo stesso Federici, che pure si era meritato le lodi dei colleghi moderati per la sua condotta come Commissario della Riviera di Levante, non riuscì a farsi eleggere nella circoscrizione della Spezia. Si rinchiuse nel suo palazzo cittadino e rimase sordo alle richieste dei compagni che lo invitavano a raggiungerli a Genova.

#### Ministro di Guerra e Marina
Neanche la nomina a Ministro di Guerra e Marina del febbraio 1798 riuscì a riaccendere in lui la passione per l'impegno politico: se accettò infine quell'incarico fu solo per le reiterate insistenze dell'amico Faipoult. Era in verità un ruolo che gli risultava piuttosto vuoto e odioso in uno Stato la cui politica estera era decisa direttamente a Parigi. Tanto più che la sua nomina era stata decisa come baluardo alle mire espansionistiche lombarde sul Golfo della Spezia, piuttosto che per volontà della sua fazione ormai incapace di esercitare un reale peso politico nei destini della Repubblica.
Si trasferì quindi con la famiglia a Genova. Del periodo da Ministro rimangono tante richieste di favori che pervenivano alla sua scrivania e non molto più. Nel gennaio 1799 riuscì finalmente a far accettare le proprie dimissioni e si ritirò nell'amata Villa della Croce di Arcola dove venne a sapere dell'assassinio del compagno giacobino e conterraneo Sebastiano Biagini, pugnalato a morte da un avversario politico il 26 febbraio.

#### La vendetta sanfedista

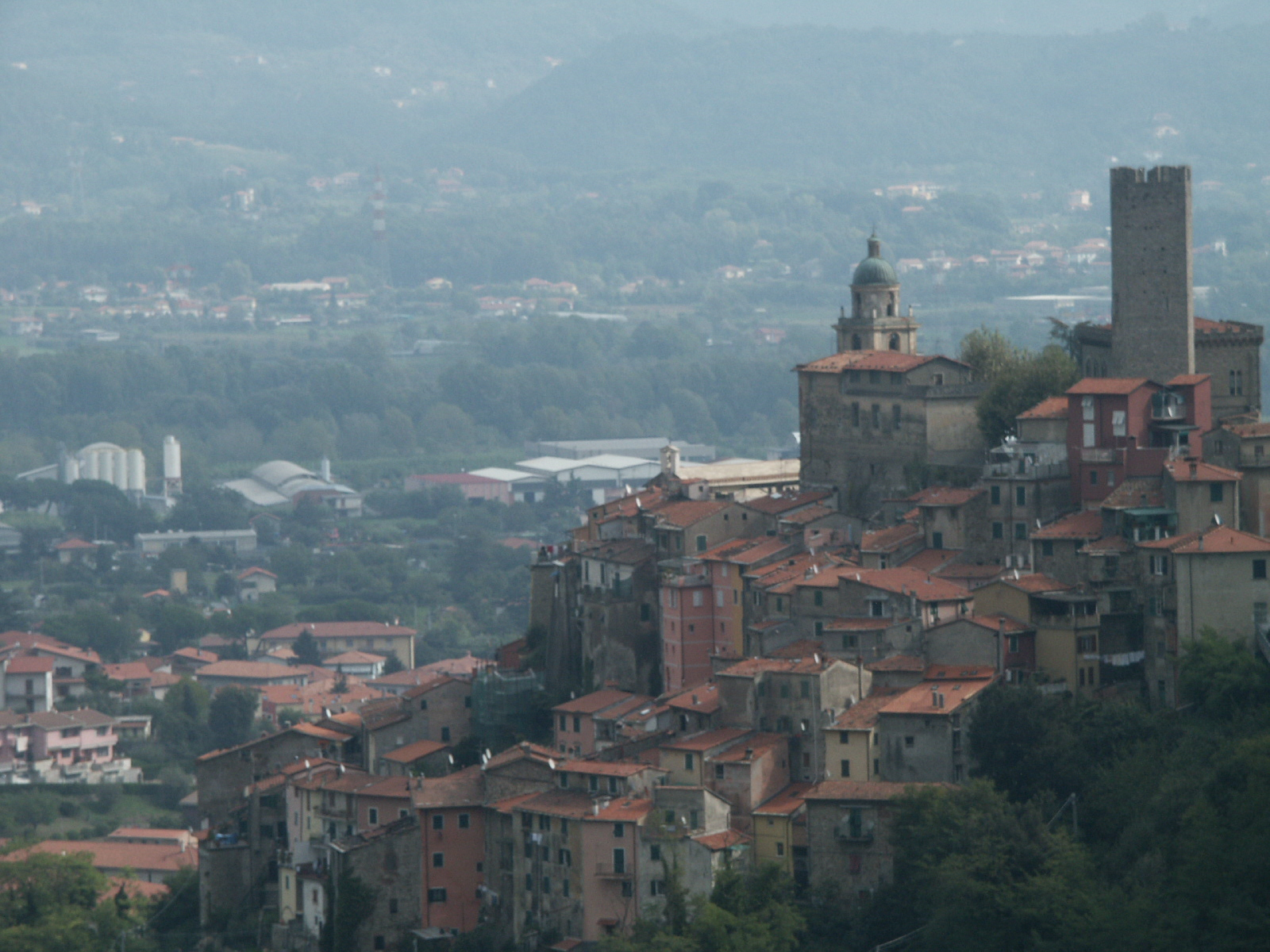
Il borgo di Arcola

La pace nel ritiro di campagna poté durare ben poco con l'esercito austro-russo che avanzava verso gli Appennini. 
Nel maggio del 1799 soldati francesi si erano acquartierati nella sua villa e Federici e famiglia preferirono tornare a Genova. 

Il 5 luglio il generale Miollis pose il suo quartier generale alla Spezia dove era in atto un generale sbandamento con molti cittadini, noti per le simpatie democratiche, che fuggivano dalla città così come i membri dell'amministrazione.

La situazione precipitò in poche settimane: il 31 luglio Sarzana si arrese senza combattere e la popolazione subì atroci violenze. 

I soldati francesi alla Spezia decisero il 2 agosto di abbandonare la città e chiusersi nel Forte di Santa Maria e contrassero un debito di ottomila lire con tre ricche famiglie locali per poter acquistare i viveri per la guarnigione. Tremila furono versati dal Marchese Grimaldo Oldoini, altrettanti da Camilla Rapallini e duemila dai Federici.
Il giorno stesso i dragoni austriaci entravano in città e abbattevano l'albero della libertà, seguiti la sera dalle bande irregolari di sanfedisti capitanate da quell'Andrea Doria che Marco Federici aveva sconfitto due anni prima. Ne seguì una notte di terrore per gli abitanti, con i reazionari che si diedero al saccheggio più sfrenato partendo dalle case dei giacobini Isengard, Torretti, Montebruni e Torre.
Palazzo Federici fu ovviamente uno dei primi ad essere visitato e stesso destino toccò alla Villa della Croce. A capo dei saccheggiatori cinque preti, quattro dei quali venuti da Sarzana a vendicare Monsignor Maggioli. Nello scempio bruciarono gli antichi arazzi, fu svuotata la cantina e soprattutto andò persa per sempre l'amata biblioteca. Federici aveva salvato la vita sua e dei suoi familiari, ma non poté salvare i suoi averi dalla vendetta reazionaria. Questo avvenimento, insieme alla sua insofferenza nei confronti della vanità aristocratica, spiega il motivo per cui non esistono suoi ritratti conosciuti.
Riuscì successivamente a lasciare Genova e a riparare in Francia al tempo dell'Assedio del marzo 1800 per fare ritorno dopo la Battaglia di Marengo (14 giugno) nei suoi luoghi natali. Ormai la Repubblica Ligure era uno stato fantoccio nelle mani della Francia, ma Federici non dovette temere dalle epurazioni degli estremisti di quegli anni per le amicizie che si era creato e perché si era ormai ritirato dalla scena pubblica.

#### Il processo
Rientrato ad Arcola, Federici intraprese una lunga battaglia legale, resa difficile dalle molte inimicizie che si era creato ai tempi del Commissariato del Levante, per ottenere il risarcimento degli ingenti danni patrimoniali subiti nel 1799-1800. Questi erano stimati superiori alle centomila lire e i querelati erano cinquantadue; il processo rappresentò un fatto di cronaca che appassionò la Spezia ed il circondario. 

Il 26 febbraio del 1802 il Tribunale di Arrondissement della Spezia condannò i saccheggiatori, ma poco dopo il Tribunale di Cassazione della Repubblica annullò la sentenza. Per ottenere giustizia Federici dovette fare leva sulle sue amicizie, in particolare sulla stima che gli portava Cristoforo Saliceti, che nel frattempo era diventato il deus ex machina del nuovo Stato. Il francese stabilì inoltre un indennizzo di duemila fiorentine per l'accoglienza data ai marinai feriti nel 1795, denaro che Federici preferì rifiutare.

### Gli ultimi anni
Nel giugno 1805, subito dopo l'annessione della Liguria all'Impero Francese, Marco Federici fu insignito della Legion d'Onore con il grado di Ufficiale. 

Non ebbe più cariche importanti, se non quelle onorifiche di Presidente del Circondario della Spezia, nel 1805 e nel 1807, Consigliere Municipale della stessa città nel 1809 e Membro del Collegio elettorale del Dipartimento degli Appennini nel 1812.
Riuscì a ricostruire le sue ricchezze e rimase sempre una persona molto rispettata, invitato alle cerimonie pubbliche e spesso richiesto di intercessioni e di favori.
Morì nella Villa della Croce di Arcola a 78 anni, l'11 gennaio 1824.